# Граффіньяно
Граффіньяно, Ґраффіньяно (італ. Graffignano) — муніципалітет в Італії, у регіоні Лаціо,  провінція Вітербо.
Граффіньяно розташоване на відстані близько 80 км на північ від Рима, 19 км на північний схід від Вітербо.
Населення — 2291 особа (2014).
Щорічний фестиваль відбувається 11 листопада. Покровитель — святий Мартин.

## Демографія
Населення за роками:

Станом на 1 січня 2023 року в муніципалітеті офіційно проживало 98 іноземців з 25 країн, серед них 31 громадянин країн Євросоюзу та 14 громадян України.

## Сусідні муніципалітети
- Альв'яно
- Аттільяно
- Бомарцо
- Чивітелла-д'Альяно
- Луньяно-ін-Теверина
- Вітербо